# Nada Giorgi
Nada Giorgi (Pontassieve, 25 gennaio 1927 – Bagno a Ripoli, 24 maggio 2012) è stata una partigiana italiana, nota per essere stata l'ispiratrice del celebre romanzo La ragazza di Bube di Carlo Cassola.

## Biografia
Nada nasce a Pontassieve, alle porte di Firenze, da una famiglia della campagna toscana di umili origini. 
Durante l'adolescenza incontra il partigiano Renato Ciandri (il cui nome di battaglia Baffo verrà modificato in Bube da Cassola). 
Renato, accusato di aver ucciso un carabiniere e suo figlio durante una sparatoria avvenuta vicino a Pontassieve il 13 maggio 1945 in una zona chiamata la Madonna del Sasso, fugge in Francia, subisce la condanna in contumacia a 19 anni per duplice omicidio e, in seguito, viene arrestato. 
Nada e Renato, legati da un affetto profondo, rimarranno sempre in contatto tramite lettere, colloqui e scambi di fotografie e si sposeranno nel 1951 presso il carcere di Alessandria.
Renato si professerà sempre innocente ma uscirà dal carcere soltanto nel 1961. Morirà nel novembre del 1981.
Nada morirà a Bagno a Ripoli, all'ospedale di Ponte a Niccheri, il 24 maggio 2012.

## Laragazza di Bubesecondo Nada Giorgi
La Giorgi non apprezzerà il romanzo  La ragazza di Bube, giustificando il suo giudizio negativo con il fatto di non riconoscere né se stessa né i suoi cari nelle pagine di Cassola; lo sente invece come un'eredità negativa della quale doversi liberare, anche perché dal romanzo emerge prevalentemente la figura di un coprotagonista colpevole. Per questo, affida a Massimio Biagioni il compito di stendere in un secondo libro la sua biografia per riabilitare quindi il marito nel frattempo scomparso.

## Filmografia
- Luigi Comencini, La ragazza di Bube, 1963